# Rellinars
Rellinars – gmina w Hiszpanii, w prowincji Barcelona, w Katalonii, o powierzchni 17,81 km². W 2011 roku gmina liczyła 735 mieszkańców.